# Deutsches Sprachdiplom

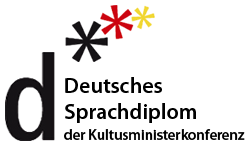
A DSD logója

A Deutsches Sprachdiplom (hivatalosan Deutsches Sprachdiplom der Kultusministerkonferenz, röviden DSD, magyarul Német Nyelvi Diploma) a német Kultuszminisztérium nemzetközi nyelvvizsgája, mely 1973 óta működik. Eredetileg a program csak arra irányult, hogy a külföldi diákokat ösztönözze a német kultúra megismerésére, mára azonban sokkal többet jelent a tanúsítvány az egyetemeken is. Jelenleg három fajta vizsgát különböztetünk meg: a DSD I Pro, mely egy A1-es nyelvvizsgának felel meg; a DSD I, mely A2-B1-es vizsgának felel meg; illetve a DSD II, amely B2-C1-es nyelvvizsga bizonyítványt ad. Azt, hogy az egyes vizsgákon melyik kategóriát (A2; B1, 2 vagy C1) szerzi meg a diák, az elért pontok (százalékok) adják meg.

## Jelentősége
A DSD-nek Németországban központilag meghatározott elfogadási rendszere van. A DSD I bizonyítványa azt jelenti, hogy az adott tanuló elérte ezt a szintet, amivel jelentkezhet az ún. Studienkollegekbe, melyek tulajdonképpen az egyetemi tanulmányok előkészítő intézményei. A DSD II megszerzése már elég ahhoz, hogy bármely németországi egyetemre felvételizhessen a leendő hallgató.

## A programról
Évente mintegy 51 000 diák vesz részt a vizsgákon 65 országban. A legtöbb akkreditált DSD I iskola Oroszországban, Lengyelországban, az Egyesült Államokban, Kínában és Olaszországban található. Az elismert DSD II iskolák legtöbbje pedig Oroszországban, Lengyelországban, Romániában, Horvátországban és Magyarországon találhatóak. Összesen nagyjából 950 iskolában fut a program, melyeket a Zentraler Ausschuss für das Deutsche Sprachdiplom (azaz a DSD Központi Bizottsága) fog össze. Ugyanez a szervezet — melynek tagjai a Külügyminisztérium, a Német Szövetségi Közigazgatási Hivatal, a Külföldi Iskolák Központi Ügynökségének küldöttei és a németországi tartományok képviselői — minősíti az elvégzett vizsgákat is. A vizsgákat a Német Szövetségi Közigazgatási Hivatal és a kölni székhelyű Külföldi Iskolák Központi Ügynöksége (ZfA) készíti el, amelyek a világszerte elérhető német nyelvű tanácsadói hálózatot is irányítják.
Magyarországon jelenleg 46 olyan iskola van, melyben letehető a DSD I Pro, a DSD I vagy a DSD II.

## A vizsgáról
Hazánkban a vizsgaidőszak novembertől decemberig tart. A diáknak iskolájánál kell jelentkezni, hogy aztán az továbbítsa a jelentkezést a Központi Bizottságnak. A tanuló bármely vizsgát is választja, az teljes mértékben térítésmentes.
A vizsga négy részből áll: olvasásértés, íráskészség, hallott szöveg értése és a kommunikációs készség. Ahhoz, hogy az adott szintet elérje, a vizsgázónak mind a négy komponensben el kell érnie az adott szint minimumát.

### DSD I

#### Olvasott szöveg értése
A vizsga ezen része a vizsgázó szövegértési képességeit teszteli néhány rövid (25-80 szavas) és egy hosszú (100-300 szavas) szöveggel és az azokhoz kapcsolódó kérdésekkel. Ezek legtöbbször rövid válaszos, feleletválasztós, illetve igaz/hamis feladatok. Ez a rész 70 percig tart (60 perc feladatmegoldásra és 10 perc a megoldólap kitöltésére).

#### Hallott szöveg értése
Ebben a részben a vizsgázó több hangfelvételt hallgat meg, majd ezekhez kapcsolódó feleletválasztós vagy igaz/hamis feladatokat kell megoldania. A hallásértési feladatokra 50 perc (40 perc feladatmegoldás és 10 perc megoldólap-kitöltés) áll rendelkezésre.

#### Íráskészség
Az íráskészséget tesztelő komponensben a vizsgázónak három kérdést/problémát kell körüljárnia egy adott témában. Ezt a részt hangzatosan Pro-Contra résznek is szokták nevezni. Az érvelés megírására 75 perc áll rendelkezésre.

#### Beszédkészség
Ez a rész további két részből áll: egy irányított beszélgetésből és a témakifejtésből (Cluster, ejtsd: klaszter). Az interjúnál a vizsgázónak a vizsgáztató(k) által feltett kérdésekre kell válaszolnia, véleményét kifejtenie stb. A Klasternél egy tételt kell felmondania. Erre a részre nagyjából 20 perc áll rendelkezésre.

### DSD II

#### Olvasott szöveg értése
Az első rész a vizsgázó olvasásértési készségeit teszteli, melyben öt rövid (70-80 szavas) és három hosszú (400-750 szavas) szöveghez kapcsolódó feladatokat kell megoldania (feleletválasztó, igaz/hamis feladatok). Erre a részre a vizsgázó 85 percet kap (75 perc feladatmegoldásra és 10 perc a megoldólap kitöltésére).

#### Hallott szöveg értése
Ebben a részben három különálló beszélgetést kell a vizsgázónak meghallgatnia, majd az azokhoz kapcsolódó kérdésekre válaszolnia. A magnóhallgatási feladatra 50 perc (40 perc feladatmegoldás és 10 perc megoldólap kitöltés) áll rendelkezésre.

#### Íráskészség
Ebben a részben egy szövegelemzést kell írnia a vizsgázónak. Az egyik kiadott lapon kérdések, a másikon egy szöveg és egy diagram található. A vizsgázónak ezt a szöveget kell összegeznie, a diagramot elemeznie, a fent említett Pro-Contrákat leírnia, a következtetéseket levonnia és természetesen a saját véleményét megfogalmaznia. A szövegelemzésre 120 perc áll rendelkezésre.

#### Beszédkészség
Ez a rész további két részből áll: a prezentációból és az önálló témakifejtesből (Cluster). Az első feladat egy prezentáció megtartása egy, a vizsgázó által választott problémáról, mely éppúgy érinti Németországot, mint Magyarországot. A Clusternél egy húzott tételt kell felmondania. Erre a részre nagyjából 45 perc áll rendelkezésre.

## Pontozás
A vizsga mind a négy része 25-25%-ban számítódik be a pontozásba, tehát az értékelés arányosan működik. Komponensenként 24 pont az elérhető maximum és az elért pontok alapján adják meg a vizsga fokát. Összevonási lehetőség csak magyar rendszer szerint van, tehát, ha a vizsga akár egyetlen eleme nem éri el az adott szintet, akkor az Németországban már alacsonyabb szintű lesz, míg hazánkban még elfogadható (pl.: ha a vizsgázó a szóbeli részen B2-s pontszámot kap, de az összes többin C1-st, akkor az magyar viszonylatban egy C1 felsőfokú vizsgának, míg Németországban már csak B2 középfokú vizsgának felel meg). A DSD I-nél a vizsgázó A2-s vagy B1-s bizonyítványt kap, a DSD II-nél pedig B2-s vagy C1-s bizonyítványt a fent leírt pontozási rendszer alapján.

## Fordítás
- Ez a szócikk részben vagy egészben  a   Deutsches Sprachdiplom című német Wikipédia-szócikk fordításán alapul.  Az eredeti cikk szerkesztőit annak laptörténete sorolja fel. Ez a jelzés csupán a megfogalmazás eredetét és a szerzői jogokat jelzi, nem szolgál a cikkben szereplő információk forrásmegjelöléseként.
- Ez a szócikk részben vagy egészben  a   Deutsches Sprachdiplom Stufe I and II című angol Wikipédia-szócikk fordításán alapul.  Az eredeti cikk szerkesztőit annak laptörténete sorolja fel. Ez a jelzés csupán a megfogalmazás eredetét és a szerzői jogokat jelzi, nem szolgál a cikkben szereplő információk forrásmegjelöléseként.